# Ian Haug

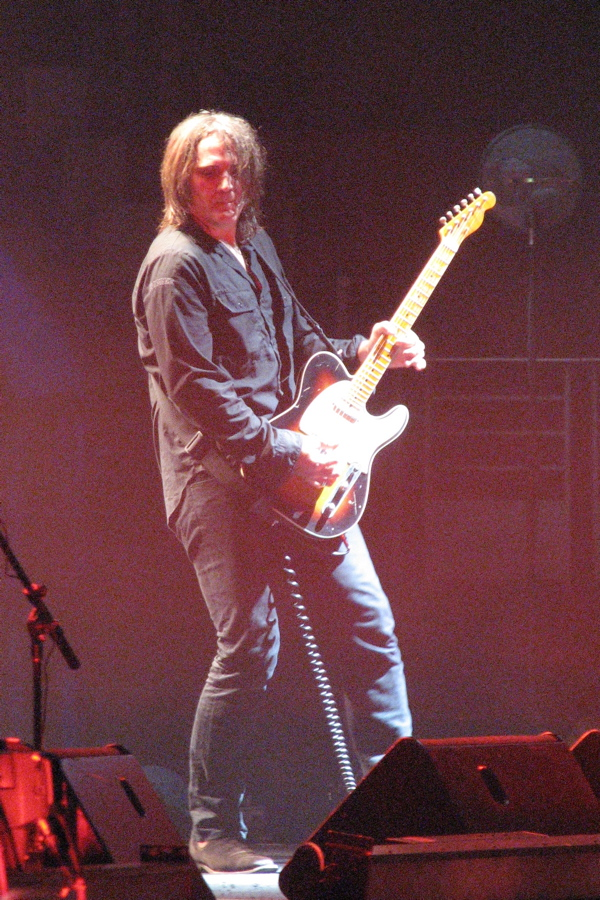
Ian Haug.

Ian Haug (nació en 21 de febrero de 1970) es el guitarrista líder en el exitoso grupo de Australia grupo de rock Powderfinger. Ian también proporciona coros. Él es uno de los dos miembros fundadores todavía en la banda, junto con el bajista John Collins. Haug es el hermano de Andrew Triple J presentador Haug, que también es el baterista de la banda de metal Contrive Melbourne.
En 1998, fue invitado por Haug cantautor Grant McLennan para formar el grupo de Far Out Corporation como parte del proyecto. La banda grabó un álbum FOCese año. Después de McLennan murió en el año 2006, Triple J toda la noche celebró un concierto homenaje en el que desempeñó Haug todo el concierto. El concierto salió a la venta en junio de 2007.
En 2004, Powderfinger decidió tomar un tiempo libre para permitir que los miembros de la banda para iniciar y proseguir las familias lado proyectos. En este tiempo de inactividad Haug formó una banda con la alineación original de Powderfinger baterista / vocalista Steven Bishop y bajista John Collins. La banda fue nombrado The Predators, y al igual que otros proyectos de lado para Powderfinger se firmó con el sello Proceso Dew. Los depredadores en libertad de seis PE pista en el 2006 y se unieron en vivo por el baterista McLennan Ross.
- Datos: Q5981777